# Gmina Wólka
Die Gmina Wólka ist eine Landgemeinde im Powiat Lubelski der Woiwodschaft Lublin in Polen. Ihr Sitz ist das gleichnamige Dorf mit etwa 500 Einwohnern.

## Gliederung
Zur Landgemeinde Wólka gehören folgende 19 Ortschaften mit einem Schulzenamt:
Biskupie-Kolonia
Bystrzyca
Długie
Jakubowice Murowane
Kolonia Pliszczyn
Kolonia Świdnik Mały
Łuszczów Drugi
Łuszczów Pierwszy
Łysaków
Pliszczyn
Rudnik
Sobianowice
Świdniczek
Świdnik Duży Pierwszy
Świdnik Duży Drugi
Świdnik Mały
Turka
Turka os. Borek
Wólka